# Sabor Overdose no Yakisoba
Sabor Overdose no Yakisoba é um EP do rapper brasileiro Matuê. O EP foi lançado em 5 de agosto de 2024 pela gravadora Sony Music sob licença exclusiva do selo 30Praum. O projeto foi lançado como uma forma de rescindir seu contrato com a Sony. O EP tem três faixas, sendo a última delas chamada "Reza do Milhão", cuja prévia foi postada por Matuê em um story do Instagram em 2020.
O título do EP é um acrônimo relacionado à sua gravadora da época, a Sony. Na capa, uma representação do cantor sendo servido por diversas mãos de homens usando paletó, e "enfiando uma colher goela abaixo", simbolizando os executivos da antiga gravadora.

## Antecedentes
Em 5 de agosto de 2024, Matuê lançou o EP de forma surpresa, marcando o fim de seu contrato de distribuição com a Sony Music, devido a divergências sobre os termos contratuais e um desejo de maior autonomia na gestão de royalties e direção artística. A estratégia de lançamento foi comparada ao álbum Endless de Frank Ocean, pedindo aos fãs que não divulgassem o projeto. O EP inclui críticas à indústria musical, principalmente na faixa "Reza do Milhão", que aborda os desafios que os artistas enfrentam ao lidar com as gravadoras, sendo vista como uma diss. O lançamento foi interpretado como uma declaração de independência artística, servindo como um precursor do próximo álbum de Matuê, 333, que foi lançado de forma independente pela gravadora 30Praum.

## Estilo musical
Sabor Overdose No Yakisoba combina uma variedade de influências para criar um som que honra suas raízes e ultrapassa os limites criativos, explorando temas como amor, violência, fama e sucesso. A primeira faixa, "A Última Dança", apresenta uma mistura de R&B e jersey club, refletindo sobre as complexidades dos relacionamentos, evidentes em versos como: "Eu não vou fazer por fazer / Eu não sou mais o de antes". As batidas são suaves, mas rítmicas, apoiando letras introspectivas que examinam o amor e a perda. Em "Honey Babe", Matuê continua experimentando batidas de trap, ao mesmo tempo em que celebra seu sucesso e orgulho de suas raízes nordestinas, enfatizando sua identidade com um refrão contagiante, refletido em versos como: "Ó os moleque do Nordeste na Lambo, huh / Acumulando o milhão".  A faixa final, "Reza do Milhão", tem uma abordagem mais resiliente, com batidas que amplificam a mensagem de perseverança e empoderamento da faixa, afirmando: "Tentaram me derrubar / Não passa nada / Daqui você jamais passará".

## Recepção crítica
Alícia Cavalcante, escrevendo para Aquele Tuim, deu ao EP quatro estrelas de cinco e observou: "é um EP muito agradável de ouvir, apesar de sua curta duração", mostrando o "envolvimento ativo de Matuê na produção ao lado de WIU e Brandão85". Cavalcante elogiou a faixa de destaque "Última Dança" como "uma verdadeira obra-prima" com "produção impecável e uma combinação cativante de letras introspectivas e melodias envolventes", elogiando sua "entrega emocional de Matuê, aliada a arranjos sonoros sofisticados" por criar "uma experiência auditiva profunda e memorável". Ela destacou "Honey Babe" como o ápice do EP, elogiando sua "inovação foi combinada de maneira sensacional" e especulando que ela sinaliza "novas direções musicais" para o próximo álbum independente de Matuê, 333.

## Faixas
| N.º            | Título           | Produtor(es)     | Duração |  |
| 1.             | "A Última Dança" | Matuê            | 3:31    |  |
| 2.             | "Honey Babe"     | Matuê, Brandão85 | 2:56    |  |
| 3.             | "Reza do Milhão" | Matuê, WIU       | 3:04    |  |
| Duração total: | Duração total:   | Duração total:   | 9:32    |  |